# Hedwig Courths-Mahler
Hedwig Courths-Mahler (Nebra-sur-Unstrut, 18 février 1867 - Rottach-Egern, 26 novembre 1950) est une romancière et scénariste allemande. De 1905 à 1948, elle écrit 208 romans romans d'amour dont certains sous les pseudonymes Courths-Mahler, Relham, Hedwig Brand, Gonda Haack et Rose Bernd.

## Biographie
Née Ernestine Friederike Elisabeth Mahler le 18 février 1867, Hedwig Courths-Mahler, est la fille illégitime de Henriette Mahler et d'Ernst Schmidt, un soldat allemand tué à la bataille de Königgrätz, lors de la guerre austro-prussienne de 1866. Son beau-père, Max Brand, refusant de l'élever, elle est confiée à la garde payante d'un couple de cordonniers avec qui elle vit modestement à Weißenfels. Elle doit interrompre très tôt sa scolarité afin de gagner sa vie. À l'âge de 14 ans, elle se rend à Leipzig pour voir sa mère. Elle y exerce plusieurs emplois, tels que femme de chambre ou lectrice pour une vieille parente de son employeur. Grâce à cela et en lisant de son côté les romans de E. Marlitt dans la revue Gartenlaube dont la famille de son employeur est abonnée, elle se lance dans l'écriture d'histoires sentimentales où ses héroïnes éprouvées par les épreuves finissent toujours par trouver le bonheur. La première histoire qu'elle écrit à l'âge de dix-sept ans est publiée dans un journal local. En 1889, elle épouse le peintre décorateur Fritz Courths à Leipzig et a deux filles. Cinq plus tard, la famille déménage à Chemniz où Fritz Courths a trouvé un nouvel emploi. 

## Œuvre
Liste non-exhaustive
- Le talisman de la Rani, 1932 ((de) Das Amulett der Rani)
- Cœurs éprouvés, 1935 ((de) Wo ist Eva ?)
- La princesse des îles, 1936 ((de) Die Inselprinzessin)
- Quand le cœur s'éveille, 1979 ((de) Das Findelkind von Paradiso)
- La Jolie sorcière, 1979 ((de) Frau Juttas Befreiung)
- Le Portrait de lady Gwendoline, 1948 ((de) Lady Gwendolines Ebenbild)
- Les cœurs ne mentent pas, 1954
- La belle inconnue, 1941
- Loin des yeux, près du cœur, 1943
- Catherine devant le bonheur, 1952
- La fiancée d'un jour, 1944
- Toi que j'aime, 1941
- La tendre alliée, 1939
- Fleur blanche, 1939
- Mon cœur, réveille-toi !, 1938
- Le Grand amour de Serge Landry, 1938
- Tempête sentimentale, 1937
- Tourments d'amour, 1936
- Troublant Mystère, 1935
- Avec toi jusqu'à la mort
- Au secours de Denise, 1933
- Le cœur d'une mère, 1934
- La pupille du roi Louis II de Bavière, traduction française de König Ludwig und sein Schützling (1911) par Luc-Henri Roger, Bod, 2021,  (ISBN 9782322230464).